# Misoginoir
Misogynoir (lê-se ‘misoginoar’), misoginoir ou misoginia negra/preta é a misoginia voltada para mulheres negras, em que tanto raça quanto gênero desempenham papéis no viés. O termo foi cunhado pela feminista negra queer Moya Bailey, que criou o termo em 2010 para se referir à misoginia voltada para as mulheres negras na cultura visual e popular estadunidense. Trudy, do Gradient Lair, um blogue mulherista sobre mulheres negras e arte, mídia, mídia social, sócio-política e cultura, também recebeu o crédito por desenvolver a definição lexical do termo.
O conceito é fundamentado na teoria da interseccionalidade, que analisa como várias identidades sociais, como raça, gênero, classe e orientação sexual se inter-relacionam em sistemas de opressão.

## Desenvolvimento
Bailey cunhou o termo misogynoir em 2010, quando era estudante de graduação na Emory University. Ela o usou pela primeira vez no blogue Crunk Feminist Collective para discutir a misoginia em relação às mulheres negras na música hip-hop. Misogynoir combina "misogyny"(misoginia em inglês) e "noir"(negra/o em francês) para descrever o sexismo anti-negro enfrentado pelas mulheres negras. Bailey considerou outros termos, como sistagyny, antes de optar por misogynoir.
A conotação de noir da mídia influenciou a decisão de Bailey. Em 2013, um artigo de Bailey sobre misogynoir e opressão de gênero no hip-hop foi publicado em Souls: A Critical Journal of Black Politics, Culture, and Society (Almas: Um Jornal Crítico de Políticas Negras, Cultura e Sociedade). O conceito de misoginoir foi aceito e usado como um termo por muitas feministas negras e críticas culturais, especialmente na blogosfera. Em um prefácio ao livro de Michele Wallace Black Macho and the Myth of the Superwoman, Jamilah Lemieux escreveu que misogynoir "pode vir até mesmo daqueles que são negros, que foram criados por mulheres negras e professam valorizar os negros".
Em um artigo na Albany Law Review, as autoras Aimee Wodda e Vanessa R. Panfil escrevem que mulheres trans negras sofrem violência em uma taxa maior do que outras populações. Essa transmisoginia contra pessoas negras foi caracterizada como "transmisogynoir".
O termo transmisogynoir foi criado para se referir à intersecção entre transmisoginia e misogynoir, significando a opressão de mulheres trans negras. Transmisogynoir engloba transfobia, misoginia e anti-negritude. Foi criado por Trudy, do blog mulherista Gradient Lair.

## Aplicações

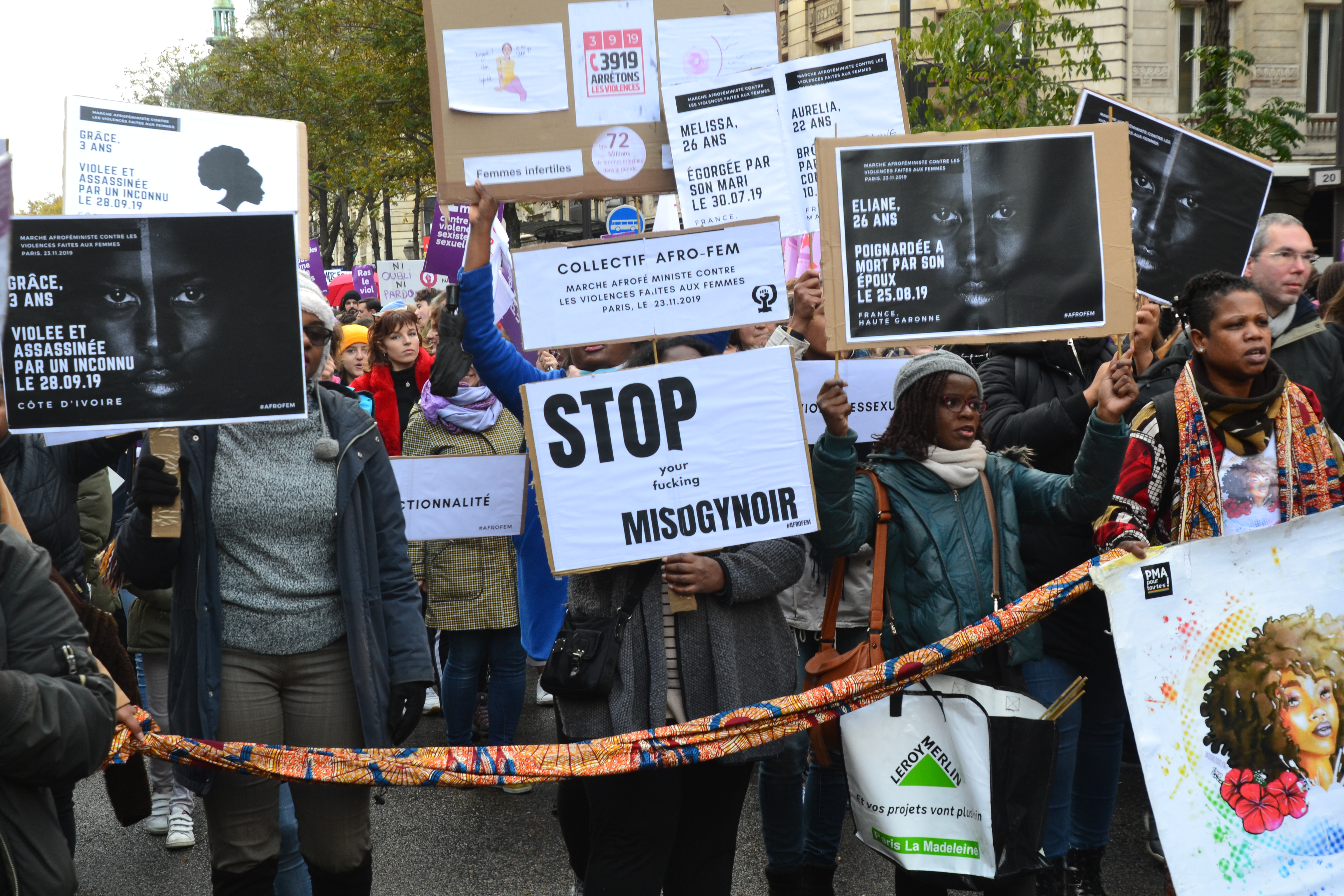
Protesto contra misoginoir.

Embora misoginia negra possa ser perpetrada por qualquer pessoa, o termo geralmente se refere à misoginia vivida por mulheres negras nas mãos de homens negros. Como a situação do homem negro na América permanece na vanguarda da sociedade, o trabalho feminista negro, bem como as questões que as mulheres afro-americanas enfrentam, são apagados e ignorados.
Por exemplo, o movimento Black Lives Matter, criado em 2012, foi fundado por três mulheres negras queer: Alicia Garza, Opal Tometi e Patrisse Cullors, no entanto, isso é pouco conhecido em toda a comunidade e embora o movimento afirme especificamente que defende a vidas de toda a comunidade negra, protestos e grupos de ativistas que invocam a hashtag e a missão #BlackLivesMatter estão reunindo, de forma desproporcional, gritos por justiça em nome dos homens afro-americanos. Incidências em que a polícia mata ou agride indevidamente mulheres negras (bem como pessoas negras transgênero, não-binárias e não-conformes de gênero) recebem muito menos atenção, conforme evidenciado pela falta de atenção da mídia em torno do caso de 2015 do policial Daniel Holtzclaw que usava sua autoridade para atacar e atacar mais de 13 mulheres negras.
Em uma escala mais ampla, misoginoir também é caracterizado pelos tropos projetados nas mulheres negras. Alguns desses estereótipos comuns incluem a "Mulher Negra Forte" e a "Jezebel" hipersexual. Em seu artigo "4 Tropos Saturados que Explicam Perfeitamente o que é Misogynoir- e como você pode pará-los", Kisiena Boom descreve esses estereótipos comuns e por que são prejudiciais. Por exemplo, embora o estereótipo de "Mulher Negra Forte" pareça complementar, ele ignora o trauma físico e mental racializado que as mulheres negras tiveram de suportar.
Perpetuar a ideia de que as mulheres negras podem lidar com qualquer coisa justifica as situações em que as mulheres afro-americanas são forçadas, como o papel de "ama" para famílias brancas, o de chefe de família heteronormativa quando os homens negros são perdidos para o complexo industrial-prisional e o de sexualmente abusada. Essa justificativa elimina a necessidade e o desejo de corrigir os problemas reais. Além disso, esse clichê força as mulheres negras a enterrar seus problemas e fazer uma cara "forte" para todos aqueles quem espera isso delas.
Algumas outras aplicações da misoginia preta podem ser avaliadas através do uso de suposições injustas e desmedidas de mulheres, particularmente mulheres racializadas, é a prática de doutores ou outros profissionais da medicina, recusando certas práticas seguras para mulheres negras porque se acredita que elas possuem maior tolerância à dor

## Música
A Misogynoir foi citada por acadêmicos por abordar a política sexual negra na música e na cultura hip-hop em geral. A Política de Respeitabilidade é uma dessas questões. Cunhada por Evelyn Brooks Higginbotham, a Política de Respeitabilidade se refere às táticas que o povo negro empregam para promover a elevação racial e obter acesso mais amplo à esfera pública.
A misoginoir é mostrada nas letras e nos vídeos que são lançados para promover canções populares e divulgar melhor determinadas canções. Nos últimos anos, descobriu-se que a música tinha mais conteúdo sexual do que qualquer outro meio de comunicação. Na música hip-hop, as mulheres negras são frequentemente retratadas como sendo boas apenas para abuso ou sexo. Tais vídeos e letras refletem a forma como a sociedade vê as mulheres negras e seus corpos. Os videoclipes são importantes porque são uma forma de divulgar melhor os sucessos, principalmente na televisão. Os programas de televisão tornaram-se importantes porque exibiam videoclipes. Exemplos destes são BET, MTV e VH1.

## Mídia
Serena Williams falou com a Vogue sobre como ela era, "mal paga[ e] desvalorizada". Williams tem falado abertamente sobre seu tratamento como atleta profissional de tênis. Durante a final do US Open em 2018, Williams foi penalizada por várias coisas que desafiou. Uma delas foi ela travando a raquete no final do quinto jogo contra Naomi Osaka. Ela ficou chateada e no jogo de tênis esta é uma reação natural que não é penalizada. No entanto, o árbitro interino Carlos Ramos deu a Williams sua segunda violação do jogo. Ela então pediu que o árbitro do torneio avaliasse. Sua posição era que os jogadores do sexo masculino fizeram ações semelhantes e não foram penalizados, chamando Ramos de "ladrão". Billie Jean King elogiou Williams por se manifestar via Twitter em uma postagem.
Ogom "OG" Chijindu foi possivelmente vítima de misogynoir de Evelyn Lozada . Ambas as mulheres fazem parte do popular programa Basketball Wives. Lozada postou em seu Instagram afirmando, "ninguém te observa mais do que as pessoas que não te suportam". Sob esta citação, ela colocou a imagem de um orangotango. Este foi um dos raros casos em que ela escolheu esta ilustração. Chijindu respondeu a ela via Twitter, denunciando seus comentários anônimos.
Comentando sobre a entrevista de televisão de 2021, Oprah with Meghan e Harry, Moya Bailey afirma que misogynoir afeta negativamente todas as mulheres negras, independentemente do tom da pele, da riqueza, do privilégio de classe ou de sua vontade de apoiar as instituições que perpetuam misogynoir.

## Respostas
Kimberlé Crenshaw (que cunhou o conceito de interseccionalidade ) criou a campanha #SayHerName. Seu objetivo é espalhar a consciência para mulheres negras que foram mortas por força policial excessiva. Quando ela organiza seus simpósios, ela menciona vítimas conhecidas da brutalidade policial, que incluem Freddie Gray e Trayvon Martin. No entanto, ao mencionar Tanisha McKenna e Aura Rosser, essas mulheres são quase desconhecidas.
Crenshaw também fez parceria com a WNBA para promover a meta de #SayHerName. Em 25 de julho de 2020, os jogadores usaram camisetas com o nome de Breonna Taylor para espalhar a consciência. Crenshaw forneceu à WNBA um repositório de vítimas femininas. Isso permitiu que os jogadores usassem vários nomes aos quais se sentiam mais conectados. Crenshaw conseguiu fornecer esses nomes por meio de sua organização co-fundada, o African American Policy Forum .
Há um documentário intitulado Say Her Name: The Life and Death Of Sandra Bland. Não apenas reconhecendo as mulheres negras que são negligenciadas pela brutalidade policial, mas também utiliza o slogan #SayHerName.